# Орахелашвили, Мэри Ивановна
Мэри Ивановна Орахелашвили (урожд. Карасёва) (1910—1991) — советская баскетболистка. Заслуженный мастер спорта СССР (1947).

## Биография
Выступала за БК «Строитель» (Москва) (1925—1928), клуб им. Октябрьской революции, позже — БК «Локомотив» (Москва) (1929—1951).
Чемпион СССР (1934, 1936), серебряный призёр чемпионата СССР (1935, 1939, 1940, 1944, 1949), бронзовый призёр чемпионата СССР (1947, 1948).
Окончила ГЦОЛИФК. В 1935—1965 работала тренером в ДСО «Локомотив».
Похоронена на Востряковском кладбище, рядом с мужем М. М. Орахелашвили.